# Æselfoder-slægten
Æselfoder-slægten (Onopordum) er en slægt af planter, der består af omkring 60 arter, hvoraf en enkelt findes vildtvoksende i Danmark. 

## Arter
Den danske art i slægten:
- Æselfoder (Onopordum acanthium)